# Sender Freies Berlin

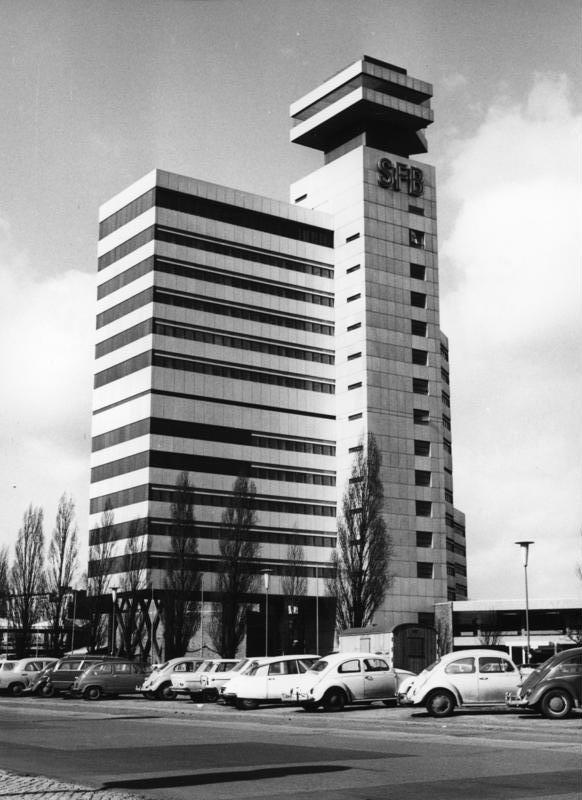
Sender Freies Berlins TV- och radiohus i Charlottenburg i Västberlin, idag Rundfunk Berlin-Brandenburg (RBB).

Sender Freies Berlin (SFB) var ett radio- och TV-bolag i Berlin 1954–2003. Namnet anspelar på det fria Västberlin som kanalen skapades för. SFB hade sin verksamhet i Haus des Rundfunks från 1957. 2003 fusionerades SFB och ORB till Rundfunk Berlin-Brandenburg (RBB).
1923 sändes den första radiosändningen i Berlin. 1924 fick verksamheten namnet Funk-Stunde Berlin. 1933 blev radion som Reichssender Berlin en del av Großdeutscher Rundfunk. Efter andra världskriget grundades Berliner Rundfunk i Haus des Rundfunks av Sovjet. USA grundades Rias och Storbritannien NWDR med huvudort i Hamburg men en sändare i Berlin. 1954 blev NWDR:s sändare självständig som Sender Freies Berlin. SFB tog senare över Haus des Rundfunks sedan Berliner Rundfunk flyttat till Östberlin och Funkhaus Nalepastrasse.